# ژان هیپولیت
ژان هیپولیت (به فرانسوی: Jean Hyppolite) (زاده ۸ژانویه ۱۹۰۷- ۲۶ اکتبر ۱۹۶۸) فیلسوف فرانسوی است که عمدتاً به نگارش آثاری دربارهٔ هگل و دیگر فیلسوفان آلمانی مشهور است. هیپولیت استاد بسیاری از اندیشمندان مشهور فرانسهٔ پس از جنگ جهانی بوده است. از جمله مهم‌ترین آثار او می‌توان ساختار و تکوین پدیدارشناسی روح هگل و مطالعاتی دربارهٔ هگل و مارکس را نام برد.

## زندگی و آثار
هیپولیت در ژونزاک به دنیا آمد و مدرک تحصیلی خود را تقریباً همزمان با ژان-پل سارتر از اکول نرمال سوپریور (ENS) دریافت کرد. پس از پایان تحصیلات، عازم مطالعهٔ جدی آثار هگل شد و برای مطالعهٔ کتاب اصلی هگل یعنی پدیدارشناسی روح به زبان اصلی، آلمانی آموخت. در سال ۱۹۳۹، این کتاب را به زبان فرانسه ترجمه و منتشر کرد و تفسیر او دربارهٔ این کتاب تحت عنوان ساختار و تکوین پدیدارشناسی روح هگل در سال ۱۹۴۷ منتشر شد. هیپولیت پس از جنگ جهانی دوم، تدریس در دانشگاه استراسبورگ را آغاز کرد و در سال ۱۹۴۹ به دانشگاه سوربن رفت.
هیپولیت در سال ۱۹۵۲، کتاب منطق و وجود را نوشت که بر شکل‌گیری جریان پساساختارگرایی در فرانسه تأثیر به‌سزایی گذاشت. هیپولیت در این کتاب سعی دارد میان پدیدارشناسی هگل و منطق او ارتباط برقرار کند و بدین منظور دربارهٔ زبان، وجود و تفاوت به طرح پرسش‌هایی می‌پردازد که بعدها به مسئلهٔ اصلی فلسفهٔ جدید فرانسه در قرن بیستم بدل می‌شود. ژیل دلوز مقاله‌ای برای معرفی این کتاب نوشت که مترجمان کتاب به زبان انگلیسی (انتشارات سانی، ۱۹۹۷) آن را در انتهای ترجمهٔ خود گنجاندند.
هیپولیت در سال ۱۹۵۴، مدیریت اکول نرمال سوپریور را عهده‌دار شد و در سال ۱۹۵۵ کتابی دربارهٔ آثار دورهٔ جوانیِ مارکس (دورهٔ هگلیِ او) نوشت. در سال ۱۹۶۳ تدریس در کولژ دو فرانس را آغاز کرد و کرسی تاریخ تفکر فلسفی را در اختیار گرفت.
در فرانسهٔ آن زمان، امثال ژان-پل سارتر به تألیف آثاری تحت تأثیر فیلسوفان آلمانی (از جمله مارتین هایدگر) معروف بودند، ولی هیپولیت بیشتر به عنوان استاد، مترجم و مفسر شناخته می‌شد. از جمله شاگردانی که تحت تأثیر او بودند می‌توان ژیل دلوز (که در دبیرستان آنری چهارم زیر نظر او هگل خواند)، ژک دریدا، ژرار گرانل و اتین بالیبار (همگی در اکول نرمال سوپریور) را نام برد.
او در پاریس از دنیا رفت.

## آثار ایپولیت در زبان فارسی
- مقدمه بر فلسفه تاریخ هگل. ترجمهٔ باقر پرهام. نشر آگه.